# Sponsalia de futuro
Sponsalia de futuro, sponsalia pro futuro (w przekładzie z łaciny: zaręczyny na przyszłość) – kanoniczna forma zaręczyn stosowana przez dynastie panujące w Europie w czasach średniowiecznych i nowożytnych. Pozwalała ona na uroczyste zaręczyny niepełnoletnich kandydatów, dzięki czemu możliwe było zawieranie przypieczętowanych małżeństwem sojuszy, bez względu na wiek potomków rodu.

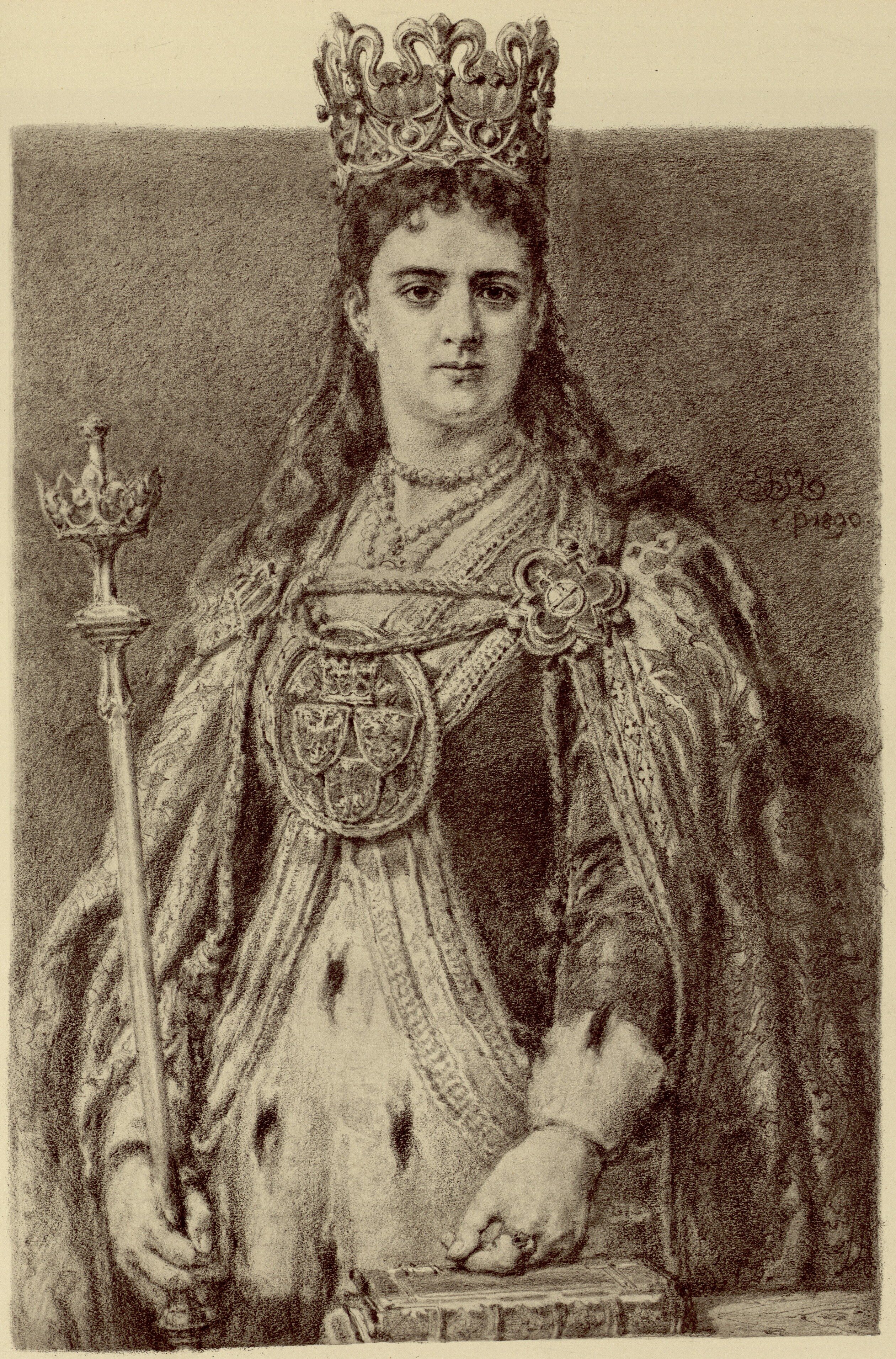
Jadwiga Andegaweńska – córka Ludwika Węgierskiego zaręczona w 1378 według formy sponsalia de futuro z Wilhelmem Habsburgiem

Akt ten miał charakter ślubu – po osiągnięciu wieku dojrzałego przez zaręczonych nie ponawiano już właściwej ceremonii. Małżeństwo mogło być natomiast skonsumowane, dopiero gdy małżonkowie osiągnęli tak zwany wiek sprawny. Wtedy też zgodnie z prawem kanonicznym rozpoczynał się ich związek. Był tylko jeden warunek ważności sponsalia de futuro: oboje zainteresowanych musiało wyrazić zgodę na fizyczną konsumpcję małżeństwa.
W historii Polski najszerzej znanym przypadkiem sponsalia de futuro był związek Jadwigi Andegaweńskiej z Wilhelmem Habsburgiem. Król Węgier i Polski Ludwik Andegaweński zaaranżował ich zaręczyny w 1378 roku, kiedy Jadwiga miała 4 lata, a Wilhelm 8. Związek ostatecznie nie doszedł do skutku, ponieważ Jadwiga została koronowana na króla Polski, a możni małopolscy planowali wprowadzenie na tron wielkiego księcia litewskiego Jagiełły. W tej sytuacji Wilhelm Habsburg przybył do Krakowa celem fizycznego dopełnienia małżeństwa, nie został jednak wpuszczony na Wawel; szybko też zmuszono go do opuszczenia miasta. Do konsumpcji małżeństwa zapewne nie doszło, jednak propaganda habsburska przedstawiała przeciwną opinię, oskarżając nawet Jadwigę o grzech bigamii. Zarzuty te opóźniły oficjalne uznanie małżeństwa Jadwigi z Jagiełłą przez papieża. Spór ostatecznie rozwiązano na mocy unii w Krewie: Jagiełło zobowiązał się do wypłacenia Wilhelmowi 200 000 florenów odszkodowania za zerwanie zaręczyn.
Formę sponsalia de futuro zastosowano także między Bolesławem Wstydliwym i królewną węgierską Kingą (Kunegundą) w 1239 roku. W tym przypadku małżeństwo doszło do skutku, nigdy jednak nie zostało skonsumowane.